# 유나이티드 이글 항공
유나이티드 이글 항공(영어: United Eagle Airlines)은 중화인민공화국 쓰촨성 청두에 본사를 둔 중국 항공사다. 유나이티드 이글 항공은 청두 솽류 국제공항에 허브 공항으로 두고 있으며 베이징, 광저우에 사무소를 두고 있다.

## 보유 기종
- 2010년 기준으로 유나이티드 이글 항공은 다음과 같은 기종을 보유하고 있었다.

| 기종              | 대수 | 비고 |
| ----------------- | ---- | ---- |
| 에어버스 A319-100 | 3    |      |
| 에어버스 A320-200 | 2    |      |